# Lenguas kho-bwa
Las lenguas kho-bwa (también llamadas lenguas sherdukpen-bugun-sulung-lishpa, bugúnico o kaméngico) son un pequeño grupo de lenguas tibetano-birmanas  habladas en Arunachal Pradesh, en el noreste de India. El grupo completo tiene unos 15 hablantes si se incluye el puroik (10 000 si no se incluye) de acuerdo a las estimaciones durante la década de 2000.
El término kho-bwa fue propuesto por Van Driem (2001), basándose en las formas léxicas  *kho 'fuego' y *bwa 'agua'. Blench (2011) sugirió usar mejor el término kaméngico, basado en el nombre de la región de Kameng en Arunachal Pradesh, o alternativamente bugun–mey, a partir de los nombres de las dos lenguas principales. Mastioff había usado el término sherdukpen-bugun-sulung-lishpa, a partir de los nombres de varias de las lenguas del grupo.
Tanto Van Driem como Blench consideran que tanto el bugun (o khowa), como el mey (o sherdukpen) y el lishpa (o lish) forman claramente parte del mismo grupo filogenético. Sin embargo el puroik (o Sulung) solo es considerado como parte del grupo por Van Driem, mientras que Blench lo trata como lengua aparte no directamente relacionada con el grupo kaméngico.

## Clasificación
Estas lenguas han sido colocadas tradicionalmente dentro de las lenguas tibetano-birmanas pero su justificación como grupo filogenético ha sido discutida. Todas las lenguas de este grupo han sido fuertemente influidas por las lenguas tibetano-biermanas vecinas, pero eso no implica necesariamente una unidad filogenética y las similitudes podrían deberse a un efecto de sprachbund.
La clasificación interna a partir de las propuestas de Van Driem y Blench es:
- Bugun (Khowa)[2]
- Mey–Sartang
  - Sherdukpen (Mey, Ngnok),[3] dividido en dos subvariedades:
    - Shergaon
    - Rupa

  - Sartang (Bootpa, But Monpa, But Pa, Matchopa), con un 50 %-60 % de similitud léxica con el mey.[4]
- Chug–Lish
  - Lishpa (Lish)[5]
  - Chug (Chug Monpa, Chugpa, Monpa), cercano al lish.[6]
- (posiblemente Sulung (Puroik); filiación discutida)[7]

## Comparación léxica
Los numerales en diferentes lenguas kho-bwa son:
| GLOSA | Bugun (Khowa) | Sherdukpen (Mey) | Sulung (puroik) | PROTO- KHO-BWA |
| ----- | ------------- | ---------------- | --------------- | -------------- |
| '1'   | jo            | han              | ɦui33           |                |
| '2'   | nyeng         | nyit             | ȵi33            | *ŋit           |
| '3'   | um            | ung              | ɣɯək33          | *ɣ-um(?)       |
| '4'   | wi            | phsi             | vəʴi33          | *w-ɬi(?)       |
| '5'   | kua           | khu              | wu33            | *ŋwa(?)        |
| '6'   | rap           | chuk             | ɣək33           | *truk(?)       |
| '7'   | millie        | sit              | liɛ33           | *slit(?)       |
| '8'   | mla           | sargyat          | lɑ33            | *-r-gyat(?)    |
| '9'   | dige          | thikhi           | dɔŋ33 ɡɛʴ53     | *di-gi         |
| '10'  | sũa           | sõ               | suat53 paʴ53    | *sũat(?)       |